# 加尔文礼拜堂

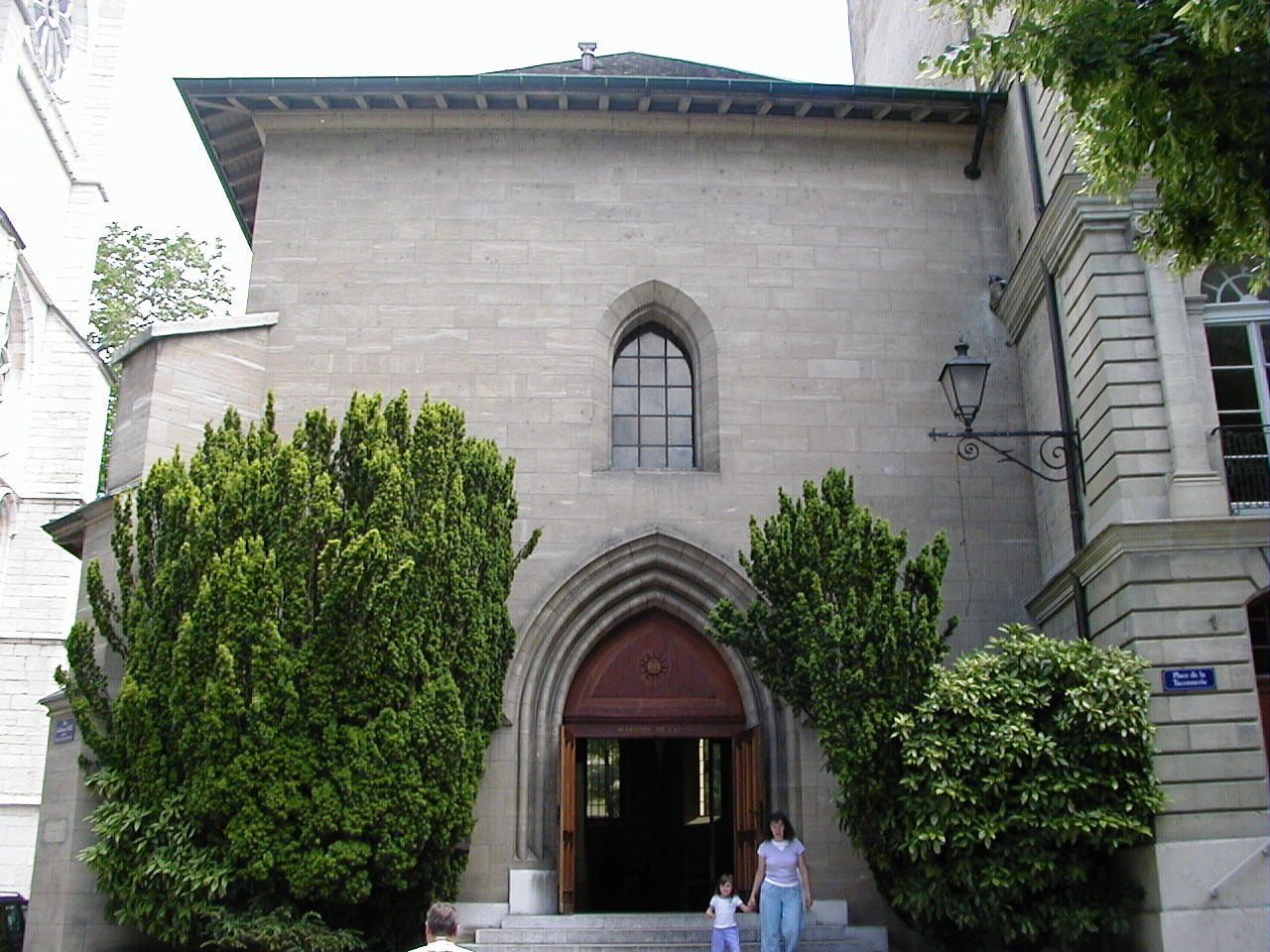
加尔文礼拜堂

加尔文礼拜堂（法语 Auditoire de Calvin）是瑞士日内瓦的一座小教堂，曾在宗教改革中起重要作用。
加尔文礼拜堂毗邻Taconnerie广场的圣彼得大教堂。这是一座哥特式建筑，15世纪兴建在一座5世纪宗教建筑的遗址上，原名新圣母小堂（Notre-Dame-la-Neuve Chapel）。

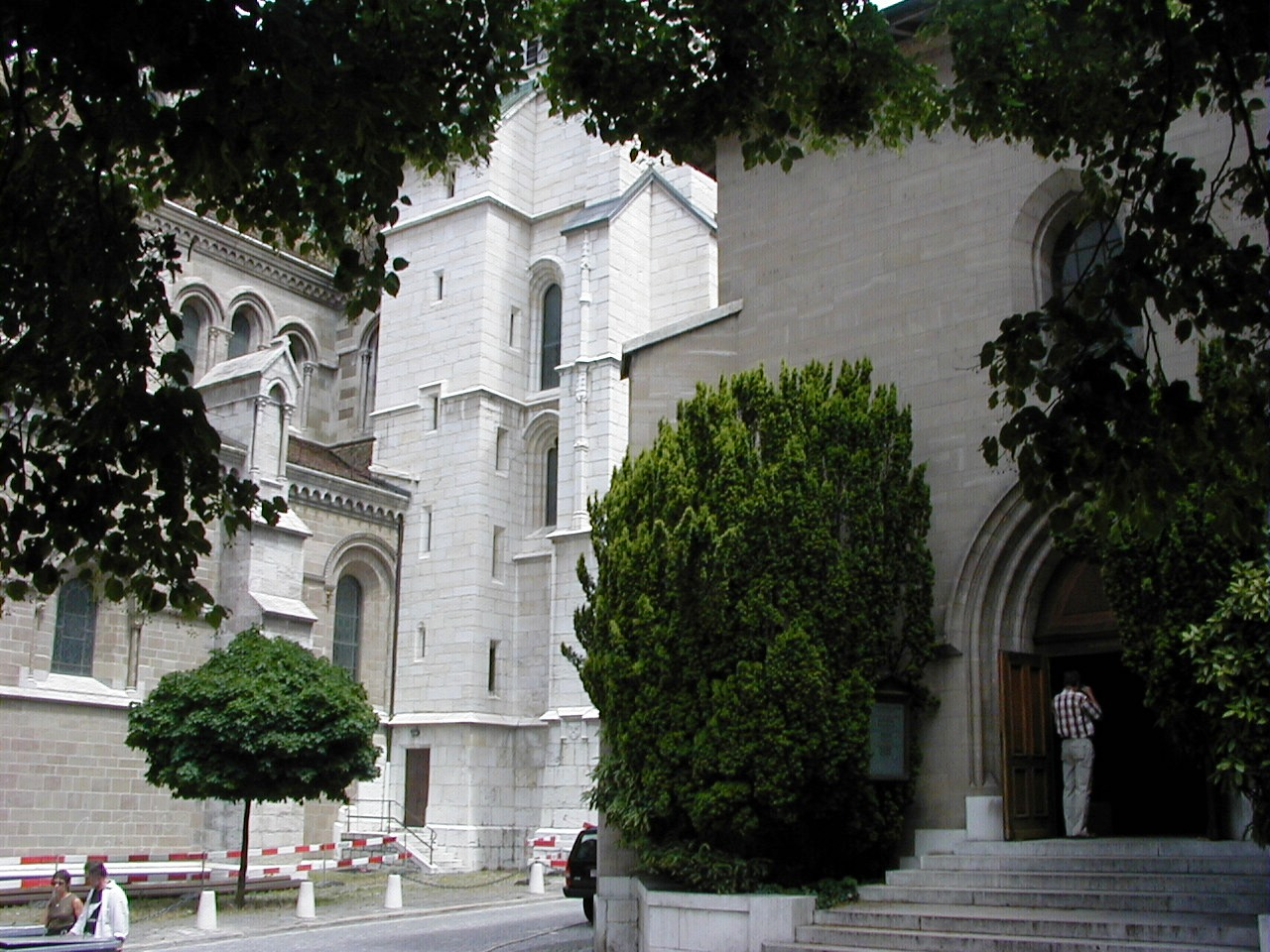
加尔文礼拜堂与大教堂

1536年，在日内瓦宗教改革时，它成为一个演讲厅，约翰·加尔文在此阐述他的归正神学，每天早晨7点在此学习圣经。1559年，这里成为日内瓦大学最早的校址。日内瓦接受宗教改革后，成为来自欧洲各地更正教难民的天堂，加尔文让他们在这里，用他们自己的语言敬拜。在1550年代，苏格兰改革者约翰·诺克斯流亡到日内瓦，他使用这座礼拜堂，领导一个说英语的难民堂会，发展了许多想法，影响了苏格兰宗教改革。后来，许多更正教难民团体，包括意大利瓦勒度派、荷兰归正会和苏格兰长老会也使用这个地方。全世界许多归正宗教会认为加尔文礼拜堂是其信仰的熔炉。 
后来这座建筑衰败。1954年，世界归正宗联盟推出一项计划，修复礼拜堂，完成于1959年。
今天，由加尔文设立的传统仍然保存，加尔文礼拜堂仍用于法语以外的崇拜，包括荷兰归正会和意大利归正会，一个苏格兰长老会的堂会也将此处作为每个主日主要的崇拜场所。